# Mont-Louis
Mont-Louis – miejscowość i gmina we Francji, w regionie Oksytania, w departamencie Pireneje Wschodnie.
Według danych na rok 1990 gminę zamieszkiwało 200 osób, a gęstość zaludnienia wynosiła 513 osób/km² (wśród 1545 gmin Langwedocji-Roussillon Mont-Louis plasuje się na 709. miejscu pod względem liczby ludności, natomiast pod względem powierzchni na miejscu 1111.).

## Zabytki
Zabytki na terenie gminy posiadające status monument historique:
- kościół św. Ludwika (Église Saint-Louis de Mont-Louis)
- Four solaire de Mont-Louis
- studnia miejska (Puits de ville)
- mury obronne (Remparts de Monts-Louis)

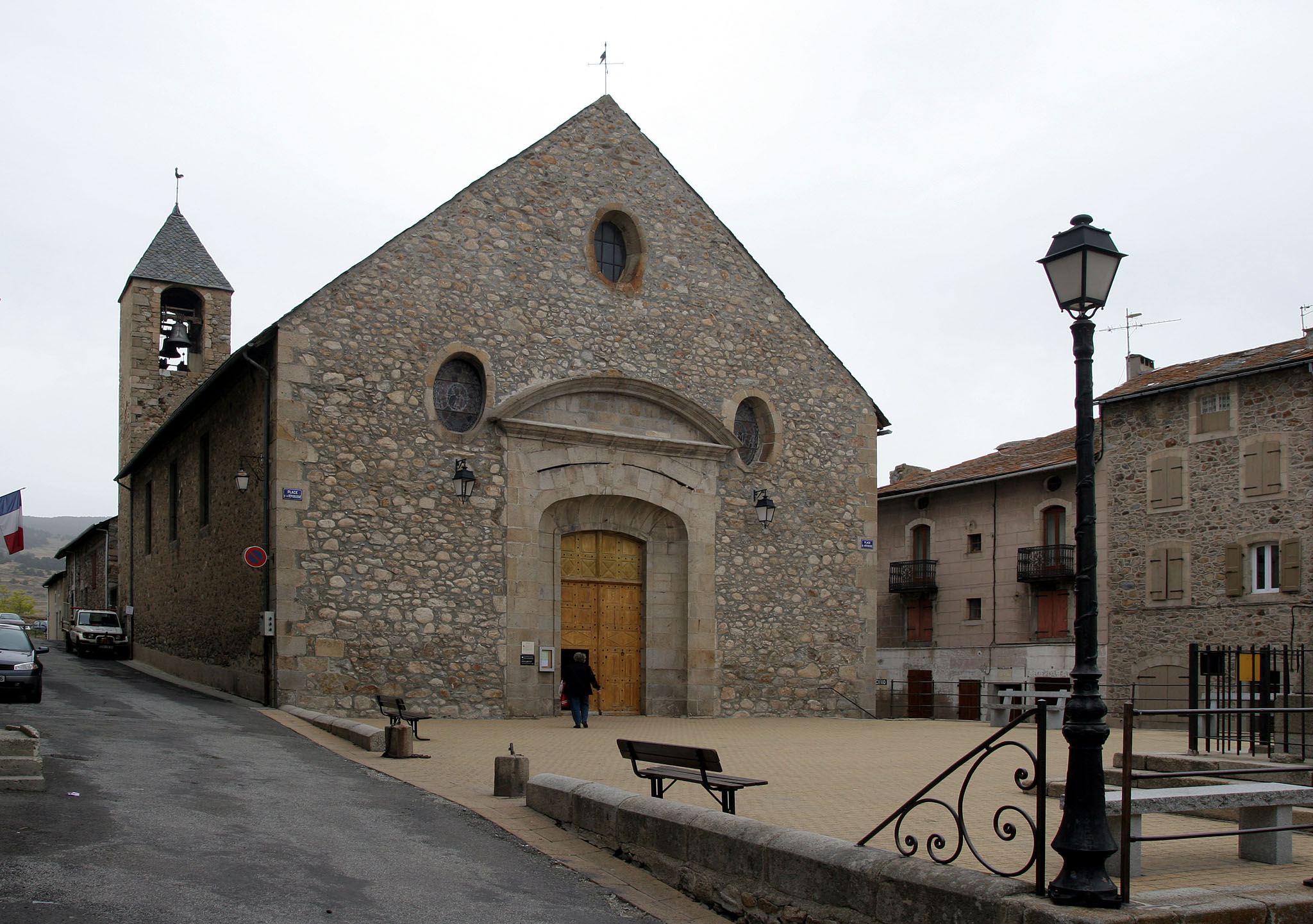
Kościół w Mont-Louis, 2008

## Populacja

Populacja Mont-Louis w latach 1962–2008